# Daniel Lavoie
Daniel Lavoie, nato Joseph-Hubert-Gérald Lavoie (Dunrea, 17 marzo 1949), è un cantautore canadese.
È anche attivo come attore, produttore discografico, poeta e conduttore radiofonico.
È noto soprattutto per il brano Ils s'aiment (1984) e per aver interpretato il personaggio di Frollo nel musical Notre-Dame de Paris, col quale ha lavorato nel primo cast del 1998 e nel nuovo cast del 2016